# Tvärbandad spetsmätare
Tvärbandad spetsmätare, Epione vespertaria är en fjärilsart som beskrevs av Carl von Linné 1767. Tvärbandad spetsmätare ingår i släktet Epione och familjen mätare, Geometridae. En underart finns listad i Catalogue of Life, Epione vespertaria hespera Bryk, 1948.

## Bildgalleri

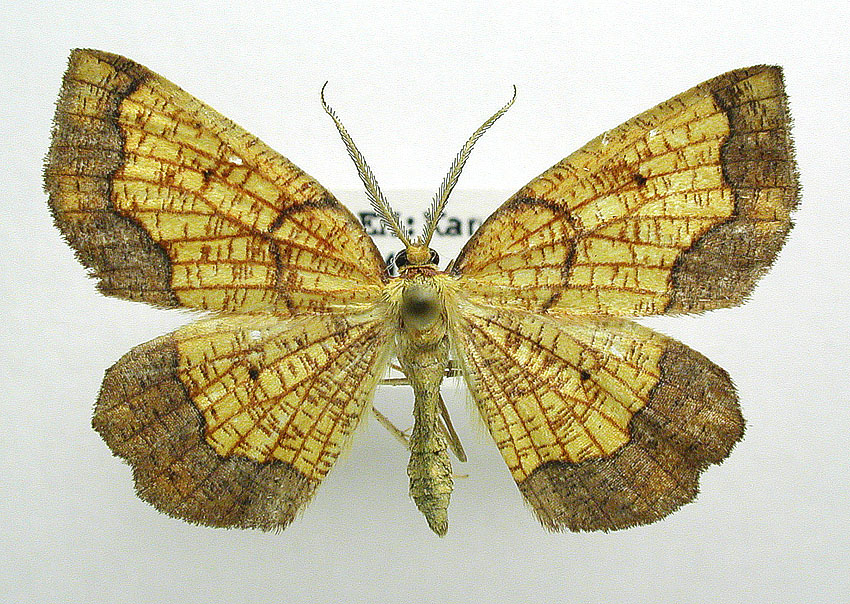
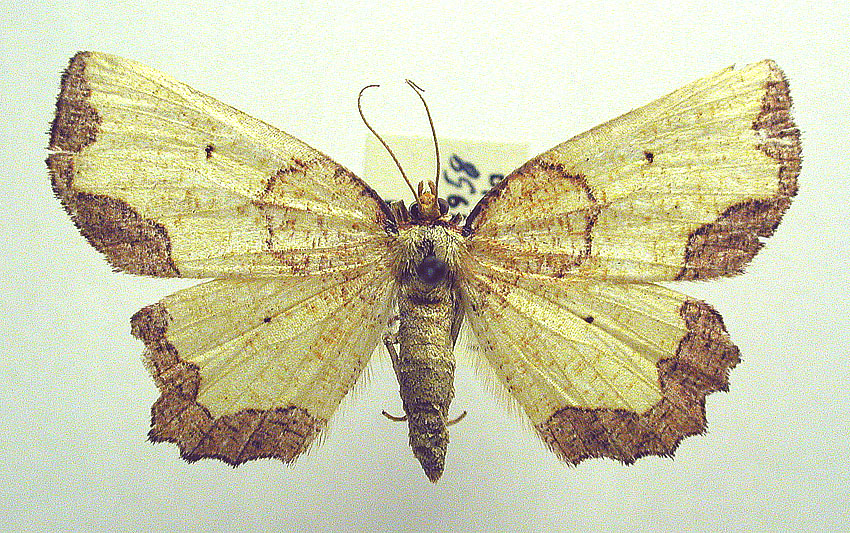